# 萩谷総合公園
萩谷総合公園（はぎたにそうごうこうえん）は、大阪府高槻市にある都市公園（総合公園）である。
「高槻萩谷」と略されて呼ばれる事が多い。公園の総面積は33.98ヘクタール。

## 概要
サッカー場があり、日本女子サッカーリーグ（なでしこリーグ）スペランツァFC大阪高槻のホームゲームが行われる。
ほかに野球場やテニスコートなどもある。野球場では毎年7月上旬にオリックス・バファローズ・二軍のウエスタン・リーグ公式戦が行われる。（前売り券は富田・高槻のスポーツ用品店で販売、試合当日は臨時バス運行。阪神戦、広島戦。）
全長約40mもあるローラー滑り台が2基設置されている。
自然が多く森林浴、森林体験や野鳥観察なども楽しめる体験の森、観察の森、チョウの里、梢の森などの「自然系ゾーン」があり、カエル池では天然記念物になっているモリアオガエルも観察する事が出来る。
- 所在地： 大阪府高槻市大字萩谷111-1

大阪府道115号萩谷西五百住線沿いに所在。
- 交通： JR摂津富田駅より市営バス萩谷行き乗車、萩谷総合公園バス停下車徒歩約10分

### 主な施設
- サッカー場（天然芝。サッカー、ラグビー対応）
- 野球場（両翼98m、中堅122m。磁気反転掲示板　ナイター無し　硬式、軟式対応）
- テニスコート（人工芝）

### 交通アクセス
市営バス
- ：JR高槻駅北 3番のりば 萩谷行きで 萩谷総合公園下車
- ：JR摂津富田駅 1番のりば 萩谷・萩谷総合公園行きで 萩谷総合公園下車